# Géraud Ier d'Armagnac
Géraud Ier Trancaléon, mort avant 1011, comte d'Armagnac, était fils de Bernard Ier, comte d'Armagnac et d'Emerine.
Sa vaillance lui apporta le surnom de Trancaléon ou Tranche-Lion, mais l'histoire n'a transmis que peu de choses sur ses actions.
Il a eu pour épouse une Adelais. L'historien gascon Jean de Jaurgain a supposé qu'elle était fille de Guillaume V le Grand, duc d'Aquitaine et comte de Poitiers et de Brisque de Gascogne. Selon lui, cette filiation était la seule qui expliquait la raison pour laquelle Bernard II d'Aquitaine succéda à Eudes d'Aquitaine, filiation reprise par les Europäische Stammtafeln. Cependant Guillaume d'Aquitaine et Brique de Gascogne se sont mariés en 1011, alors que Géraud Ier est déjà mort à cette date. En 1011, Adélaïde est déjà remariée avec Arnaud II, vicomte de Lomagne et d'Auvillars,.
Il eut :
- Galdis, vicomtesse de Corneilhas, mariée à Adhémar de Polestron[4] ;
- Bernard II Tumapaler († ap.1064), comte d'Armagnac[5].

Son épouse est également connue comme la mère d'une autre Adélais, mariée à Gaston III, vicomte de Béarn, mais on ignore de quel mariage cette seconde Adélais est née.

## Source
- Jean-Justin Monlezun, Histoire de la Gascogne depuis les temps les plus reculés jusqu'à nos jours, Auch, J.-A. Portes : [puis] Brun, 1846-1850 [détail de l’édition] (OCLC 7020501).